# Gimnastika na Poletnih olimpijskih igrah 1948
Gimnastika na Poletnih olimpijskih igrah 1948. Tekmovanja so potekala v osmih disciplinah za moške in eni za ženske v Londonu. 

## Dobitniki medalj
| Disciplina    | Zlato | Srebro | Bron |
| Mnogoboj      | Veikko Huhtanen (FIN) | Walter Lehmann (SUI) | Paavo Aaltonen (FIN) |
| Parter        | Ferenc Pataki (HUN) | János Mogyorósi-Klencs (HUN) | Zdeněk Růžička (TCH) |
| Drog          | Josef Stalder (SUI) | Walter Lehmann (SUI) | Veikko Huhtanen (FIN) |
| Bradlja       | Michael Reusch (SUI) | Veikko Huhtanen (FIN) | Josef Stalder (SUI) · Christian Kipfer (SUI) |
| Konj z ročaji | Paavo Aaltonen (FIN) · Veikko Huhtanen (FIN) · Heikki Savolainen (FIN)                                                                               | | |
| Krogi         | Karl Frei (SUI) | Michael Reusch (SUI) | Zdeněk Růžička (TCH) |
| Preskok       | Paavo Aaltonen (FIN) | Olavi Rove (FIN) | János Mogyorósi-Klencs (HUN) · Ferenc Pataki (HUN) · Leo Sotornik (TCH)                                                                            |
| Ekipno        | Finska · Paavo Aaltonen · Veikko Huhtanen · Kalevi Laitinen · Olavi Rove · Aleksanteri Saarvala · Sulo Salmi · Heikki Savolainen · Einari Teräsvirta | Švica · Karl Frei · Christian Kipfer · Walter Lehmann · Robert Lucy · Michael Reusch · Josef Stalder · Emil Studer · Melchior Thalmann | Madžarska · László Baranyai · Jozsef Fekete · Gyözö Mogyorosi · János Mogyorósi-Klencs · Ferenc Pataki · Lajos Sántha · Lajos Tóth · Ferenc Várkõi |

## Dobitnice medalj
| Disciplina | Zlato | Srebro | Bron |
| Ekipno     | Češkoslovaška · Zdeňka Honsová · Marie Kovářová · Miloslava Misáková · Milena Müllerová · Věra Růžičkova · Olga Šilhánová · Božena Srncová · Zdeňka Veřmiřovská | Madžarska · Edit Parényi Weckinger · Mária Zalai-Kövi · Irén Karcsics · Erzsébet Gulyás-Köteles · Erzsébet Balázs · Olga Tass · Anna Fehér · Margit Nagy-Sandor | ZDA · Ladislava Bakanic · Marian Barone · Consetta Lenz · Dorothy Dalton · Meta Elste · Helen Schifano · Clara Schroth · Anita Simonis |

## Medalje po državah
| Poz | Država        | Zlato | Srebro | Bron | Skupaj |
| 1   | Finska        | 6     | 2      | 2    | 10     |
| 2   | Švica         | 3     | 4      | 2    | 9      |
| 3   | Madžarska     | 1     | 2      | 3    | 6      |
| 4   | Češkoslovaška | 1     | 0      | 3    | 4      |
| 5   | ZDA           | 0     | 0      | 1    | 1      |